# 強制摂食

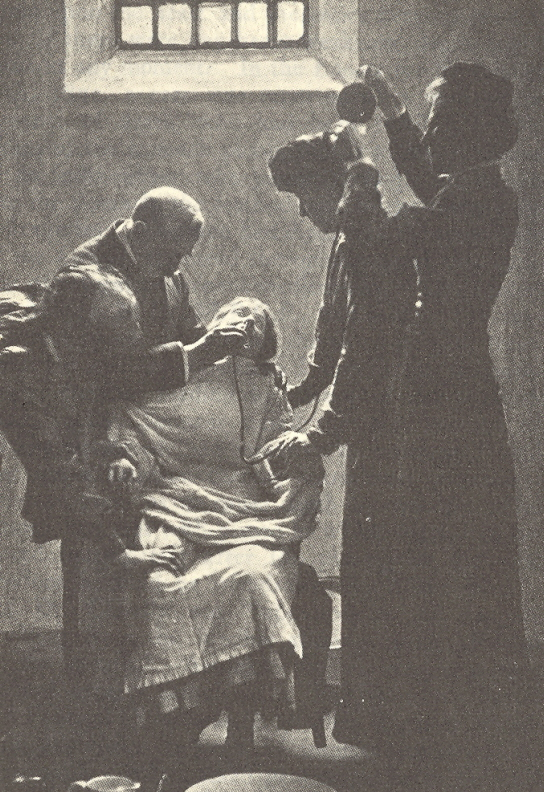
1911年英国において女性解放運動者（サフラジェット）が、女性参政権のためのハンガー・ストライキを行い、ホローウェイ刑務所（HM Prison Holloway）で強制摂食をさせられている。

強制摂食（Force-feeding、食事強制、強制飼養）とは、何らかの方法で人物・動物の意思に関係なく摂食を行わせることである。ただし、睡眠中にも食物を直接消化管に送ることが可能な「経管栄養食」については、当人意思の合意のもとに行われる場合と、そうでない場合がある。

## 人間への強制摂食
経管栄養食により、鼻・胃などから、直接食道・胃に栄養を供給する。

### 医療
統合失調症、幻覚、拒食症等の摂食障害等、精神障害により、一定期間患者が食事を摂取できない場合に実行されることがある。精神状態に要因がある場合、本人の同意に基づく経管栄養食によって栄養・体重が回復したところで、根本的な解決とは考えられない。
本人が摂食の欲求を表せない場合、生命活動維持に影響するほど栄養・水分摂取が出来ない場合がある。その場合は法律に基づき、経管栄養を実施する。経管栄養は、鼻の穴からの経鼻栄養（Nasogastric intubation）または、胃壁に穴を開ける胃瘻造設術によって実施される。この手法は経腸栄養と呼ばれ、食物は胃内などの消化管へと注入されて、消化器による消化と吸収の作用を利用するため、投与する製剤は、必ずしも無菌製剤である必要はない。これに対して、血液中に直接電解質やグルコースやアミノ酸や脂肪を注入する手法は静脈栄養と呼ばれ、点滴静脈注射によって供給するために無菌製剤でなければならず、さらに浸透圧の高い液体を注入する場合には血流の多い場所への注入が必要になるなど、可能な部位も限られてくる。原則として、消化吸収能力が充分である上に、例えば膵炎が起きているなどの理由で消化管内に食物が流れることが好ましくない状態ではないのであれば、より生理的な方法である経腸栄養の利用が優先される。

### 刑務所

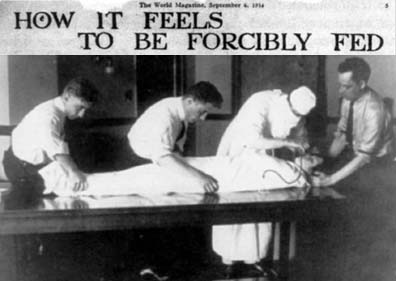
1914年、作家ジューナ・バーンズは、イギリスの婦人参政権運動者に対して行なわれている強制摂食を自ら体験してルポルタージュを書いた。

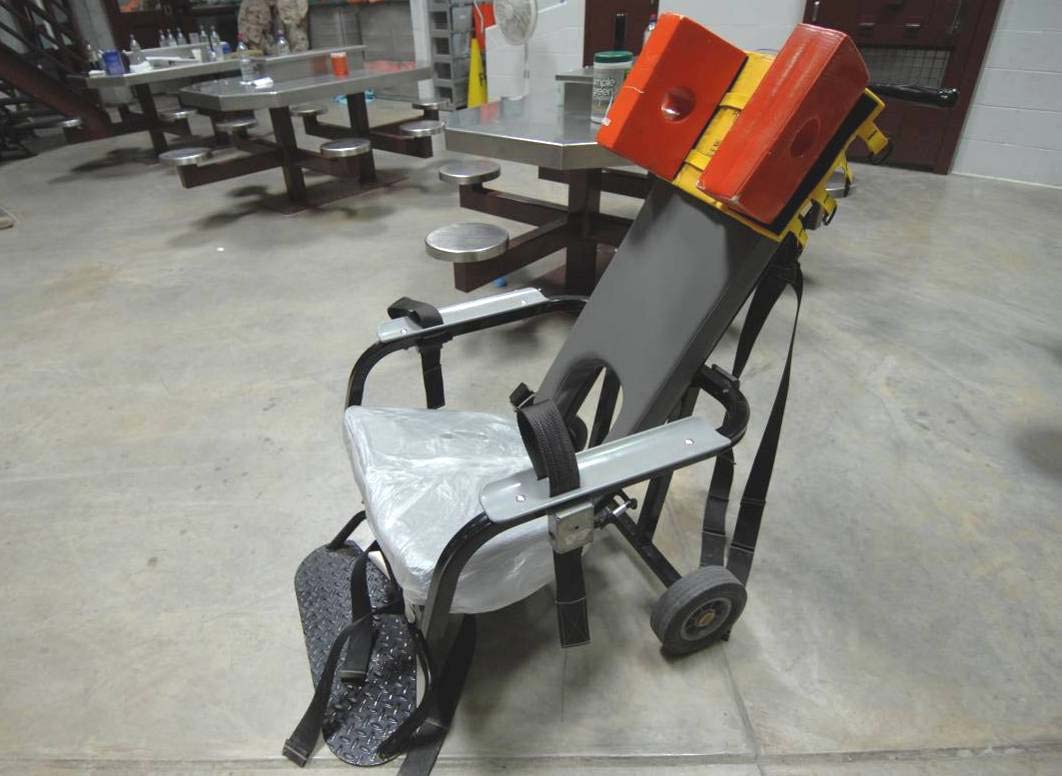
グアンタナモ湾収容キャンプ被収容者で食事摂取を行わない者に対しては、手足を拘束する椅子に座らせて強制摂取を行った。被収容者は嘔吐の誘発を防ぐために、栄養物が消化されるまで椅子に拘束された。

1975年の世界医師会による「東京宣言」で禁止されるまでは、囚人がハンガー・ストライキを行った場合、経管栄養が行われた。
不幸な患者は、口を閉じさせられ口腔・鼻腔からゴム製のチューブを食道へ挿入された。　チューブのもう片方に付けられた漏斗から、キャベツの混合物のようなものが流し入れられ、時には気管から肺に達し肺炎を起こした。
英国においては、1913年の法律『Cat and Mouse Act』が出来るまでは、女性解放運動のためのハンガー・ストライキ実行者に対して用いられた。女性解放運動家シルビア・パンクハースト（Sylvia Pankhurst）は、鉄製の猿ぐつわによって口を開けられ、歯茎から出血し、嘔吐したことを記している。
アイルランド独立運動期には、英国は活動家に対して強制摂食を行った。1917年、英国はダブリンのマウントジョイ刑務所（Mountjoy Jail）において、活動家トーマス・アッシュ（Thomas Ashe）を強制摂食で死亡させた。
アメリカ合衆国の司法によると、グアンタナモ湾収容キャンプにおいて強制摂食は頻繁に行われていた。（参照：グアンタナモ湾におけるハンガー・ストライキ（Guantánamo Bay hunger strikes）
コロラド州の最高管理刑務所（Supermax prison）「ADX Florence」では経管栄養による強制摂食が行われている。

### 結婚前の女性に対する強制摂食
過去、中東、北アフリカにおいてふくよかさが女性の資産、豊かさの象徴と考えられていた時代に、女性は母親・祖母から過食するように強いられ、充分でないと時に懲罰を受けた。栄養摂取が困難であったモーリタニアなどサヘル地域では比較的長く継続された。

## 人間以外への強制摂食

### 畜産業

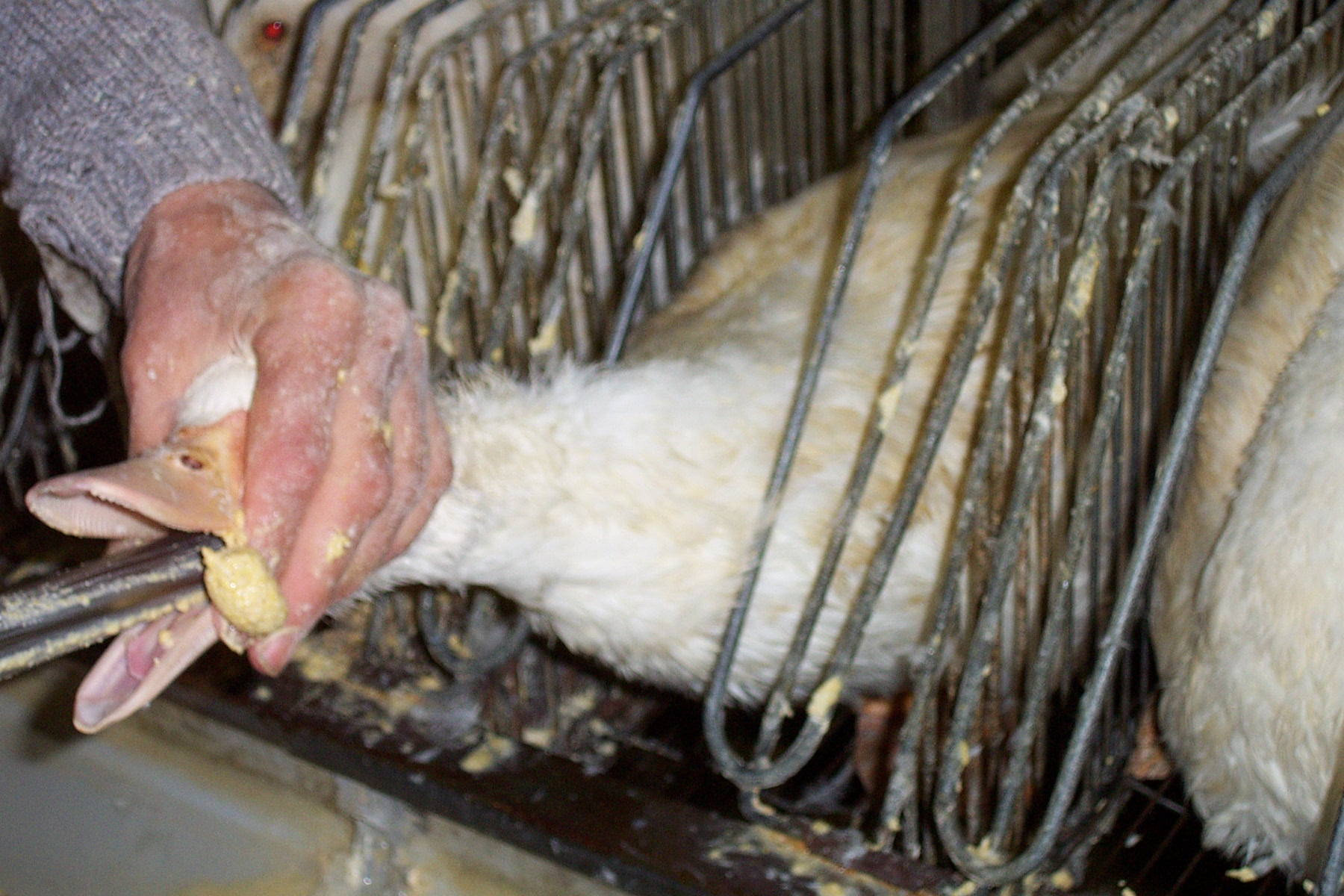
動物福祉団体は鳥類への強制飼養に反対している

強制飼養（仏: gavage、ガヴァージュ）は、フォアグラ生産のためにアヒル、ガチョウに対して行われることで知られる。
フォアグラ生産以外の目的では、現代エジプトにおいてノバリケンに栄養を多く強制摂取させる行為が存在する（呼称："Tazgheet" تزغيط ）。また、北京ダックに使うアヒルにも「填鴨」（繁体字: 填鴨、簡体字: 填鸭、拼音: tiányā）と呼ばれる手段が存在し、転じて中国では詰め込み教育のことを「填鴨式教育」と呼ぶ。 
一般的には、ガン、ガチョウ、Mulard ducks（ノバリケンとペキンダック（Pekin duck）の雑種）に行われる。屠殺の4-5ヶ月前に開始し、個体の大きさによって1日に2-4回の強制飼養が2-5週間継続される。強制飼養には、薄い金属かプラスチックの漏斗を鳥の喉に挿入し、素嚢に食物を送る。すり潰したトウモロコシなどの穀物に、脂肪、ビタミンなどが混合されて使用される。水鳥は嘔吐反応がなく、食道が柔軟なため、通常チューブ使用が選ばれるが、冬期に入る前の短期間で多くの食糧摂取を行うことができるため、強制飼養に向いていると考えられている。強制飼養を終えると鳥は元の体重に戻るために、屠殺準備段階で行われる。鳥の肝臓は過食を原因とする脂肪肝となり、最大で通常の12倍（3 ポンド）程度にまで肥大する。この脂肪肝となった肝臓こそがフォアグラである。また、脂肪の付いた肉（コンフィに使用）、羽毛も市場に流通される。

### 祭礼
台湾では 神豬という行事で生贄となるブタへの強制給餌が行われる。

### 科学的研究
代謝の研究のために、ネズミなどの実験動物に対して強制飼養が行われることがある。液体はチューブまたは注射によって強制的に飼養される。